# Sian Reese-Williams
Sian Reese-Williams (Glanamma, Gales; 18 de noviembre de 1981) es una actriz galesa, más conocida por haber interpretado a Gennie Walker en la serie Emmerdale Farm y por su papel como la investigadora policíaca y exmilitar Cadi John en la serie galesa Hidden (2018-2019).[cita requerida]

## Biografía
Es hija de Jeff Williams. Se graduó del Drama from the University of Hull y se entrenó en el Royal Welsh College of Music & Drama.

## Carrera
Ha aparecido en obras de teatro, como The Crucible, As You Like It y Be my Baby, entre otras.
En 2001 obtuvo el premio BBC London Theatre en la categoría de actuación sobresaliente por su actuación en la obra The Dreaming. El 1 de abril de 2008, obtuvo su primer papel en la televisión cuando se unió a la exitosa serie británica Emmerdale Farm, donde interpretó a Genesis "Gennie" Walker hasta el 26 de julio de 2013.

## Filmografía

### Televisión
| Año         | Título         | Papel         | Notas         |
| ----------- | -------------- | ------------- | ------------- |
| 2008 - 2013 | Emmerdale Farm | Gennie Walker | 597 episodios |

### Teatro
| Año  | Obra           | Papel | Teatro                       |
| ---- | -------------- | ----- | ---------------------------- |
| 2001 | The Dreaming   | -     | National Youth Music Theatre |
| -    | The Crucible   | -     | -                            |
| -    | As You Like It | -     | -                            |
| -    | Be my Baby     | -     | -                            |

## Premios y nominaciones
| Año  | Categoría                            | Premio                   | Teatro       | Resultado |
| ---- | ------------------------------------ | ------------------------ | ------------ | --------- |
| 2001 | Outstanding Performance in a Musical | BBC London Theatre Award | The Dreaming | Ganadora  |